# Stefano Nemanja
Stefano Nemanja (in serbo Стефан Немања?; Ribnica, 1114 circa – Monte Athos, 13 febbraio 1199) fu un Gran Principe Raška.
È considerato il padre della nazione serba, poiché riunì in un solo stato le diverse entità slave dei Balcani.

## Vita
Figlio di Zavida Vukanović principe di Zahumlje, nacque a Ribnica, una delle più importanti città della Doclea. Zavida regnava sulla terra di Rascia, quando entrò in conflitto coi propri fratelli. Fu costretto a fuggire nella zona costiera della Doclea il cui popolo era di religione cattolica. Fu così che Stefano fu battezzato da un sacerdote latino.
Passò la sua giovinezza in una casa piuttosto umile, di nuda pietra, vivendo in maniera modesta e cibandosi di alimenti poco raffinati. Era dedito alla caccia, al tiro con l'arco e ai combattimenti con la spada.
Quando il principe di Rascia Đorđe fu sconfitto dai Bizantini ed esiliato, Stefano rientrò con la sua famiglia in Rascia. Lì fu battezzato nuovamente con il rito ortodosso, nella capitale Ras.

## Principe

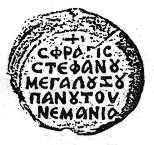
Sigillo di Nemanja

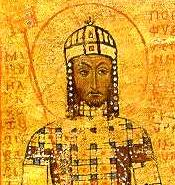
Manuele I Comneno

Divenuto adulto, ottenne il titolo di župan (жупан, principe) e governò le terre dell'Ibar, della Pusta, di Toplica, e Rasina in nome di suo nonno Uroš I che era vassallo dell'Impero bizantino e del Regno d'Ungheria durante la conquista magiara dei territori serbi. Sposò una nobildonna serba, Anna, da cui ebbe tre figli: Stefano, Vukan e Rastko.
Dal 1155 al 1162 in Rascia Uroš II e Desa si alternarono sul trono, finché Desa non prese il potere definitivamente. L'imperatore bizantino Manuele I Comneno stabilì che il Gran principe di Rascia divenisse feudatario di Stefano che regnava sulla regione di Toplica e del fiume Ibar: quando Desa si ribellò alla decisione imperiale, Manuele I lo spodestò e mise al suo posto Tihomir, il fratello di Stefano, ristabilendo il primato della Rascia sugli altri principati serbi. Questa volta fu Nemanja ad infuriarsi perché sperava di assumere egli stesso il titolo di Gran principe.
Decise, così, di non tenere conto del proprio vassallaggio nei confronti del fratello, né di consultare gli altri fratelli, Miroslav (che regnava in Zahumlje) e Stracimir (che governava l'area della Morava Occidentale). Governò i suoi possedimenti in completa autonomia, costruì chiese e monasteri per rinforzare i legami con la gerarchie ortodosse. Questa politica di mani libere indispettì i fratelli che lo invitarono a riunirsi con loro a Ras per discutere della situazione. Appena giunse, però, fu arrestato.

## Gran principe

### Primo regno
Liberatosi dalla prigionia, Stefano riuscì a raggiungere le sue terre, e nel 1166 iniziò una ribellione contro i suoi fratelli. Su richiesta di questi, Manuele I raccolse un'armata di mercenari greci, franchi e turchi per attaccare Nemanja: l'armata fu sconfitta nei pressi della città di Zvečan nel Kosovo, e Stefano detronizzò ed esiliò i fratelli e si proclamò Gran principe di Rascia, ponendosi sotto la protezione di San Giorgio cui attribuiva il merito di averlo liberato dalla prigionia, e in onore del quale costruì un grande monastero (Đurđevi Stupovi, Ђурђеви ступови).
Nel 1171 i Veneziani iniziarono a promuovere tra i popoli slavi della costa dell'Adriatico una ribellione nei contro l'Impero bizantino. Nemanja decise di aderire alla rivolta e iniziò attaccando la città di Cattaro; chiese poi aiuto all'Ungheria e al Ducato d'Austria, e mandò dispacci nelle diverse città serbe per ribellarsi all'Imperatore, e ottenne alcune vittorie. Nel 1172 si unì alla grande alleanza antibizantina composta da Venezia, Ungheria e Sacro Romano Impero. Ben presto, però, l'alleanza si sfaldò poiché alcune navi veneziane furono colpite da un focolaio di peste e su altre i marinai si ammutinarono; il re d'Ungheria Stefano III morì e il suo successore Béla III aveva una politica filobizantina.
Così, Nemanja, rimasto solo, fu sconfitto dall'esercito di Manuele I e si consegnò nella città di Niš all'imperatore che lo fece prigioniero e lo condusse a Costantinopoli.

### Secondo regno
Nel 1176 Stefano chiese perdono a Manuele I e gli promise fedeltà. L'imperatore accettò il pentimento e lo lasciò tornare in Rascia restituendogli il titolo di gran župan, a patto che egli stesso riaccogliesse i propri fratelli che aveva esiliato nel 1166. Così Stefano restituì il governo della Zahumlje a Miroslav e della Morava Occidentale a Stracimir considerandoli nuovamente suoi vassalli.

## Nuove conquiste

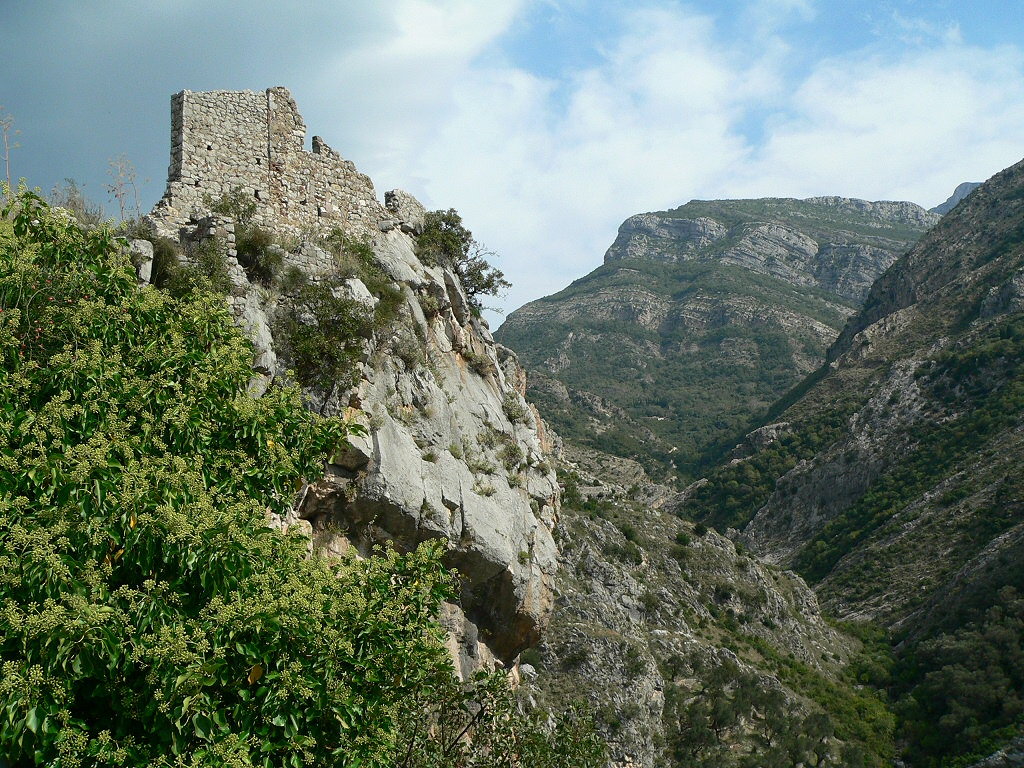
Antiche mura di Antivari

Nel 1180 morì Manuele I Comneno, e Stefano non ebbe più motivi per continuare la propria politica di fedeltà all'imperatore, in quanto la promessa di sottomissione fatta nel 1176 era rivolta a Manuele I, non all'Impero bizantino. Così, nel 1183, in alleanza con Béla III che nel frattempo aveva cambiato politica, invase le terre slave in mano bizantina e, sbaragliando ogni difesa, scacciarono i romei dalla valle della Morava, da Braničevo, Niš, Belgrado, Ravno e Sofia. Dopo poco, però, gli ungheresi si ritirarono lasciando le armate di Stefano a combattere nell'ovest della Bulgaria e nel nord della Macedonia.

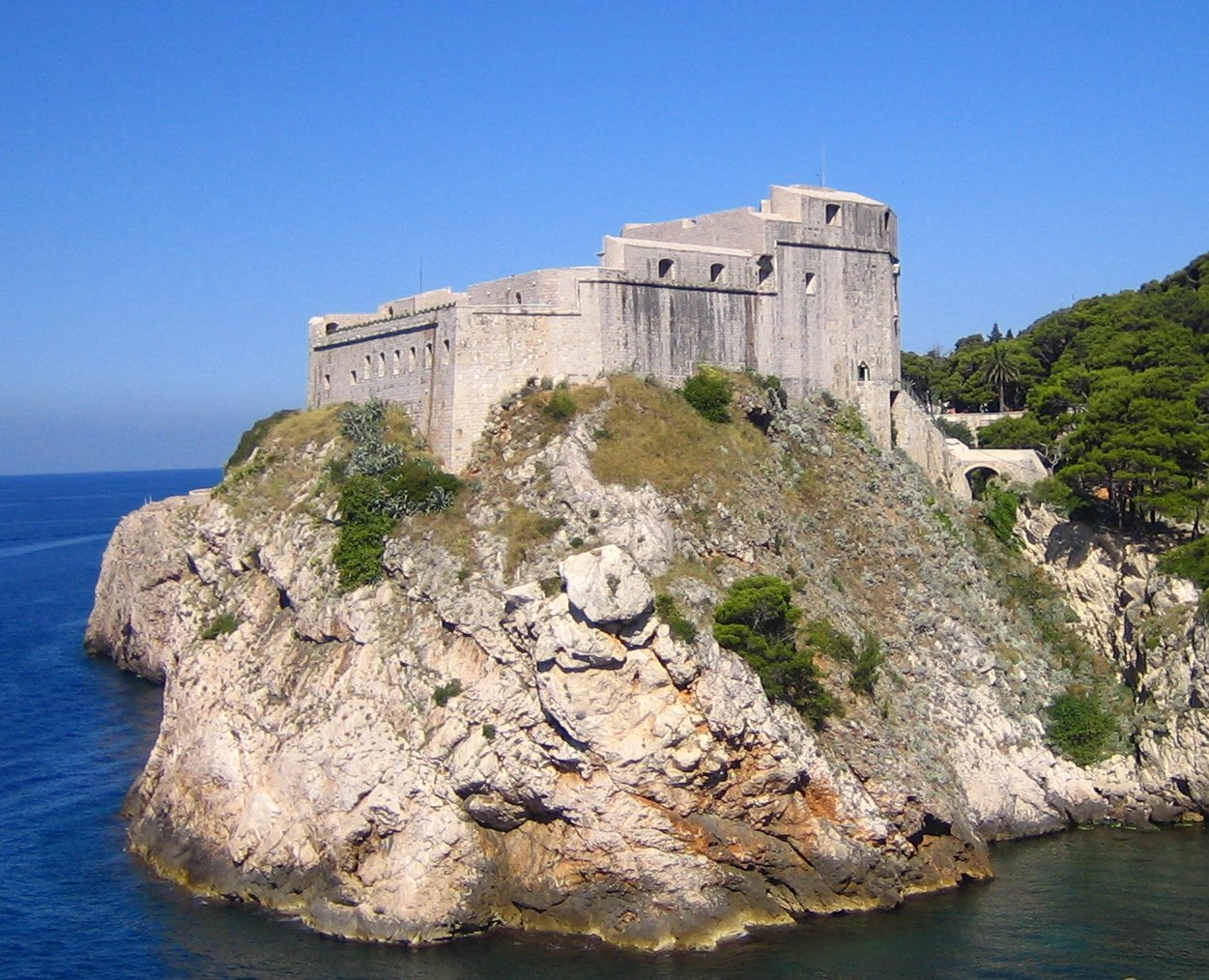
La fortezza di San Lorenzo (Lovrijenac) a Ragusa di Dalmazia

Nel 1186 conquistò definitivamente la Doclea, la terra dei suoi antenati. La Doclea era assoggettata al Gran principato di Rascia, ma la popolazione era composta da serbi, da greci e da slavi di cultura latina. La Chiesa cattolica aveva un forte potere che esercitava attraverso l'arcivescovo di Antivari che in quegli anni era il patriottico Gregorio Crisogono al quale stava a cuore l'autonomia della Doclea e della stessa entità cattolica. Già nel 1185 Stefano aveva sottoposto Antivari al pagamento di un tributo in segno di sudditanza, nell'86, Gregorio chiese aiuto al principe di Doclea Mihailo Vojisavljević, nipote di Nemanja. Mihailo, però fu sconfitto dalle armate di Stracimir e Miroslav. Nemanja sostituì Mihailo con suo figlio Vukan e iniziò una politica di omologazione culturale e religiosa di tutta la popolazione per far prevalere la cultura serba e la fede ortodossa, soprattutto a scapito dei sudditi greci.
Nel 1187 fu conquistata anche la repubblica di Ragusa: dopo una lunga battaglia, combattuta fin dentro le mura, il 27 settembre fu siglato un accordo che lasciava alla città l'indipendenza, ma la sottoponeva al potere serbo. I mercanti di Ragusa potevano circolare liberamente in tutta la Serbia, gli abitanti potevano utilizzare il legname dei boschi intorno alla città, in cambio, i confini cittadini dovevano rimanere aperti e la repubblica avrebbe dovuto pagare un tributo al Gran principato.

## Barbarossa e Bisanzio

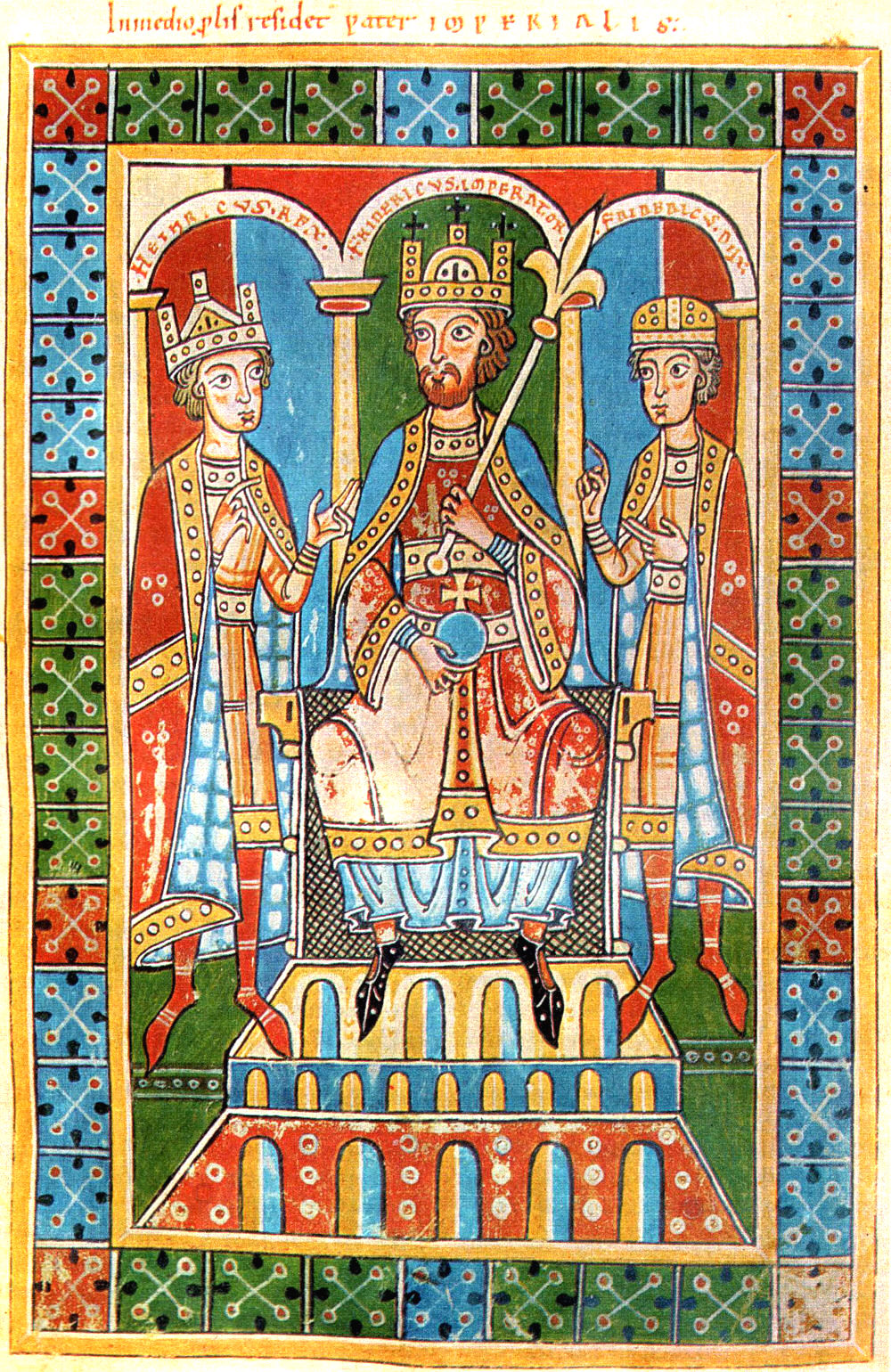
Federico Barbarossa

Nel 1188 Nemanja invitò l'imperatore Federico Barbarossa di passaggio nei Balcani per combattere la terza crociata in Terra santa, a stabilirsi presso di lui. Il 27 luglio 1189, Federico giunse a Niš con centomila soldati, e fu accolto da Stefano e Stracimir. L'imperatore concesse in moglie a Toljen, figlio di Miroslav, la figlia del duca di Croazia e Slavonia Bertoldo IV d'Andechs, per rafforzare le relazioni tra Serbia e Germania.
Nemanja propose al Barbarossa di muovere guerra a Bisanzio invece di proseguire per Gerusalemme, ma la sua richiesta non fu accolta. L'imperatore germanico continuò la sua marcia, ma poco prima di raggiungere Sofia fu bloccato proprio dall'esercito bizantino. Così, quando Barbarossa decise di attaccare Costantinopoli, Nemanja inviò 20000 uomini in supporto ai Crociati, facendoli precedere da un'ambasceria per ufficializzare ad Adrianopoli l'alleanza con la Germania. Mentre i negoziati procedevano, l'esercito serbo conquistò un vasto territorio dell'Impero bizantino, tra cui alcune città bulgare, Skopje e parte del Kosovo.
Nel 1190 l'imperatore bizantino Isacco II Angelo preparò l'esercito per lanciare un'offensiva contro Stefano, e nell'autunno del 1191 lo affrontò nella pianura della Morava Meridionale. Le armate di Stefano e del figlio Ratsko che era subentrato allo zio Miroslav nel governo della Zahumlje furono duramente battute.
Poiché, però, le truppe serbe avevano dimostrato una grande abilità tattica che poteva essere una minaccia per il futuro, Isacco decise di siglare un accordo di pace. L'imperatore diede in moglie la principessa Eudocia al figlio di Nemanja Stefano che ricevette anche il titolo di Sebastokrator riservato ai membri della famiglia imperiale; tenne per sé le città bulgare che aveva riconquistato ai Serbi e lasciò il Kosovo, la Metohia, il nord dell'Albania e le città greche della Doclea a Nemanja.

## La politica religiosa

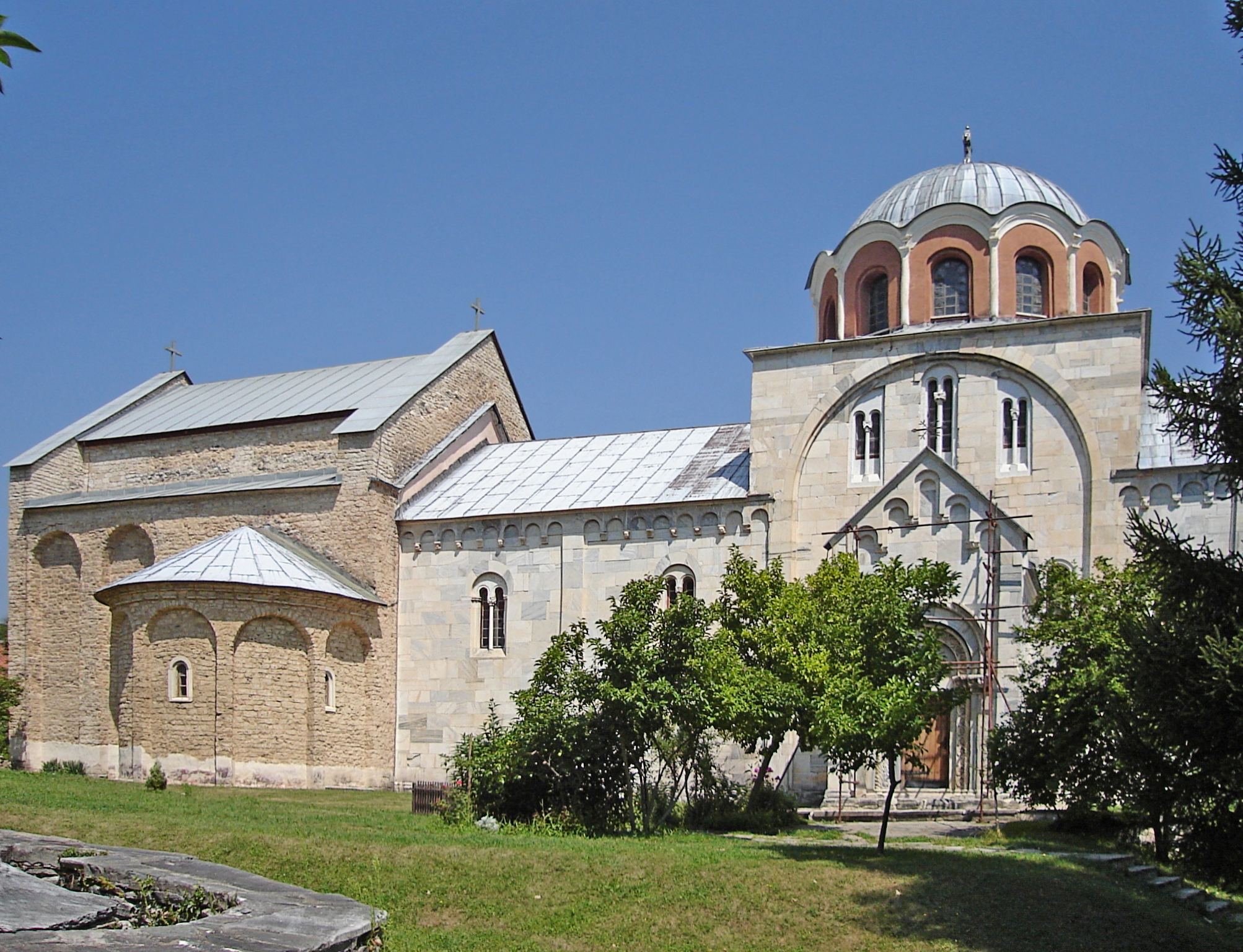
Monastero di Studenica

Nei Balcani del XII secolo era presente una setta religiosa, il Bogomilismo che contestava la Chiesa ufficiale e dava un'interpretazione personale della Sacra Scrittura. Nemanja decise combatterla: la dichiarò eretica, bruciò i suoi testi, confiscò le terre a molti suoi adepti e ne esiliò un gran numero. Durante il suo regno, la setta scomparve definitivamente dalla Serbia. Stefano che aderiva al Cristianesimo ortodosso, intendeva favorire il più possibile la sua religione nelle terre che governava, combattendo gli eretici, ma anche limitando il campo d'azione della Chiesa cattolica.
Quando aveva conquistato la Doclea in cui viveva un gran numero di fedeli legati alla chiesa di Roma, aveva iniziato un processo di conversione all'ortodossia in quella regione, che continuò per tutto il suo regno. In Doclea procedette a conversioni di massa e vietò la produzione di libri in lingua latina.
A favore della Chiesa ortodossa, Stefano decise la costruzione di numerose chiese e monasteri: il Đurđevi Stupovi a Ras, in onore di San Giorgio, il monastero di Studenica (Манастир Студеница), quello della Santa Vergine (Манастир Свете Богородице) di Kuršumlija (Куршумлија) vicino a Toplica, quello di San Nicola (Манастир Светог Николе) alla foce del fiume Banja, e molti altri. A tutti questi lasciò largizioni e benefici per la loro missione evangelizzatrice.
Nel 1192 il figlio più giovane di Stefano, Ratsko, decise di lasciare la corte per ritirarsi a vita contemplativa sul Monte Athos e vivere secondo gli insegnamenti del Vangelo, prendendo il nome di Sava. Questo fatto turbò molto Nemanja che iniziò a meditare sulla propria esistenza e decise di prendere anch'egli i voti.

## L'abdicazione e la canonizzazione
Il 25 marzo 1196 Nemanja indisse un Sobor (Сабор), un'assemblea del popolo in cui annunciò la propria abdicazione in favore del figlio Stefano. Ricevette la tonsura e mutò il proprio nome in Simeone nella chiesa dei Santi Pietro e Paolo a Ras, che era stata costruita dal padre Zavida in suo onore ai tempi del loro ritorno in Rascia dopo l'esilio. Insieme a lui, anche la moglie Anna prese il velo col nome di Anastasia. Nemanja si ritirò nel monastero di Studenica, mentre Anna in quello della Santa Vergine a Kuršumlija.
Ratsko più volte lo invitò a seguirlo sull'Athos, nel 1197 Nemanja lo raggiunse nel monastero di Vatopedi. Insieme padre e figlio sognarono di creare un centro di spiritualità serba nel cuore del Sacro Monte, così decisero di ricostruire il decadente monastero di Hilandar che fu donato loro dall'imperatore di Bisanzio. Nel 1199 la ricostruzione fu portata a termine. Il 13 febbraio di quell'anno Nemanja morì, proprio nella chiesa di Hilandar, di fronte all'icona della Vergine Odigitria. Fu sepolto nei sotterranei della stessa chiesa. Dopo la sua morte ci furono gli attributi, numerosi miracoli e guarigioni, tanto che la Chiesa ortodossa serba nel 1200 lo canonizzò. Oggi stesso è venerato come San Simeone e festeggiato il 26 febbraio.
Nel 1207 il suo corpo fu sepolto nel monastero di Studenica dove il figlio Sava lo aveva traslato per farlo riposare nella sua terra natia. Il culto di San Simeone, molto vivo anche oggi tra i Serbi, rappresenta oltre ad un'espressione di religiosità, un forte elemento di identità nazionale.